# Премијер лига Индије у крикету
Индијска премијер лига (енгл. Indian Premier League ( ИПЛ ) професионална је мушка крикет лига, у којој се такмичи десет тимова из десет индијских градова.  Лигу је основао Одбор за контролу крикета у Индији енгл. Board of Control for Cricket in India 2007 године. Обично се одржава између марта и маја сваке године. 
Индијска премијер лигаје најпосећенија крикет лига на свету и 2014. године била је на шестом месту по просечној посећености међу свим спортским лигама.  2010. Лига је постала први спортски догађај на свету који се преноси уживо на YouTube каналу.   Вредност бренда у 2019.години била је US$ 6,3 милијарди.  Према управи крикета Индије, сезона 2015. допринела је 150 милиона долара на БДП индијске привреде.  Индијска премијер лига сезона 2020. достигла је огроман рекорд гледаности са 31,57 милиона просечних приказа и са укупним повећањем потрошње од 23 одсто у односу на сезону 2019.
Било је четрнаест сезона ИПЛ турнира. Тренутни носиоци титуле су Шенаи супер кингс, који су победили у сезони 2021.